# Tchakhroukhadzé

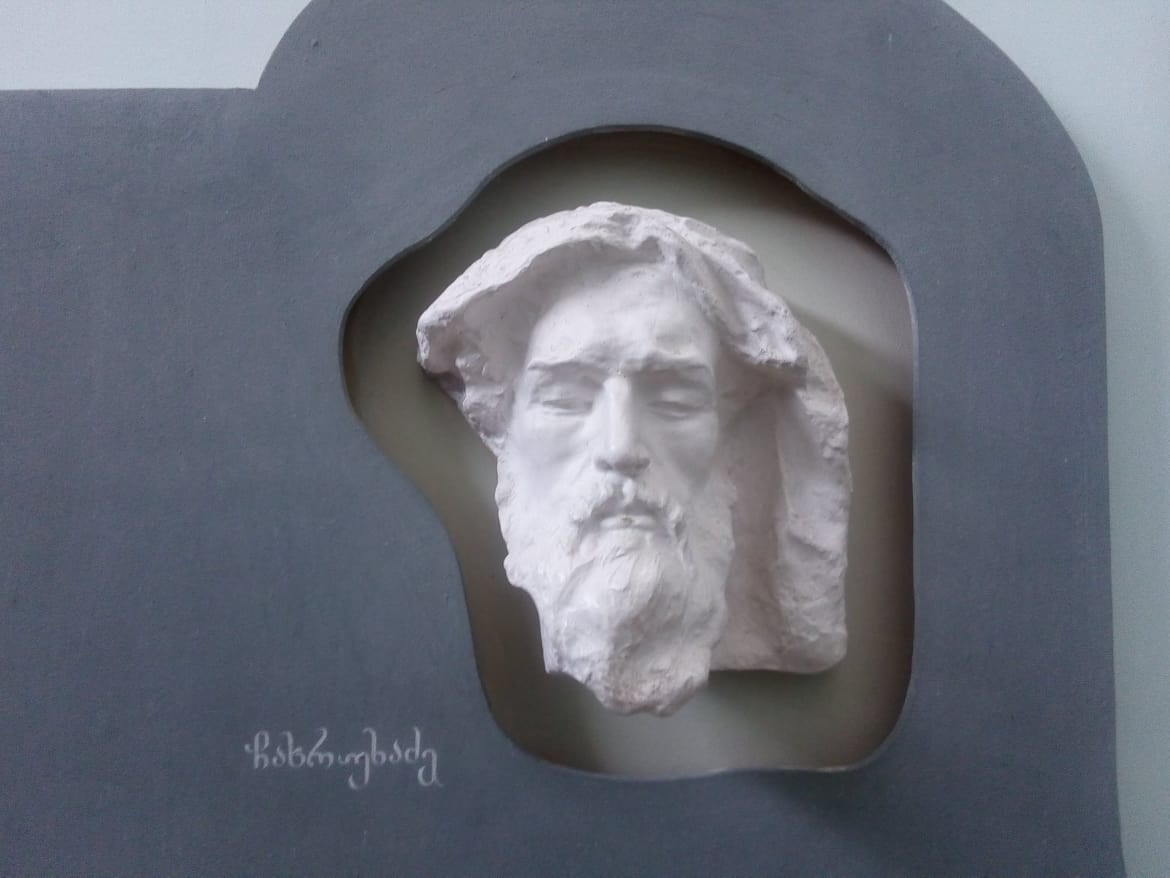
Le monument réalisé pour Tchakhroukhadzé.

Tchakhroukhadzé (en géorgien ჩახრუხაძე) est un poète géorgien de la fin du XIIe siècle et du début du XIIIe siècle. C'est à lui qu'on attribue les Tamariani, panégyrique rassemblant vingt-deux odes dédiées à la reine Tamar de Géorgie, à son mari David Soslan et à leur fils Georges Lacha. Il serait l'inventeur du vers dit tchakhroukhaouli, composé de seize syllabes, qui lui doit son nom.
On ne sait rien de sa vie, pas même son prénom. Des auteurs postérieurs disent qu'après la mort de Tamar, il aurait voyagé en Iran, dans les pays arabes, en Inde et en Chine.